# Arditi

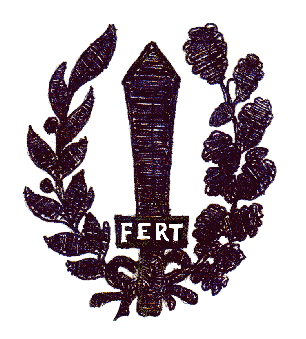
Förbandstecken för arditi (1917).

Arditi var en typ av specialförband som existerade i den italienska armén mellan 1917 och 1920. Efter första världskrigets slut bildade många f.d. arditisoldater nationalistiska frikårer, som blev en grogrund för den fascistiska rörelsen. Några få Arditi-veteraner bildade även antifascistiska frikårer.

## Specialförband
Förbandstypen upprättades i slutet av första världskriget som en kår av stormtrupper, vilka var avsedda att sättas vid infanterianfall. Arditi var elitförband med delvis annan uniform och beväpning än de vanliga infanteritrupperna. Man hade bland annat dolk och som huvudbonad bars en svart fez. Den klassiska bilden av en arditi-soldat visar soldaten rusande in i fiendelinjer med en dolk mellan tänderna och en granat i näven, granaten kastades först och sedan användes dolken mot de desorienterade fienderna i skyttegravarna.

## Frikårer
Efter krigets slut när trupperna skulle hemförlovas bildades på olika håll istället frikårer med före detta arditi. Dessa frikårer utgjorde sedan en rekryteringsgrund för bland annat Gabriele D'Annunzio vid dennes erövring av den tidigare österrikiska staden Fiume 1919, där denne blev ledare för en utbrytarstat  som man önskade ansluta till Italien. Andra arditi anslöt sig exempelvis till Benito Mussolinis nybildade kampgrupp Fasci italiani di combattimento ur vilken den italienska fascismen utvecklade sig. Från arditi övertog de fascistiska svartskjortorna symboler och traditioner som den svarta fezen och kampsången Giovinezza (svenska: Ungdom). 

## Antifascistiska arditi

Flagga för den antifascistiska frikåren Arditi del Popolo.

Arditirörelsen var dock inte enbart nationalistisk eller fascistisk. Arditi del Popolo var en antifascistisk frikår bildad 1921, men efter det fascistiska maktövertagandet i oktober 1922  fick denna och motsvarande grupper allt svårare att verka.